# Ekonomiåret 1943

## Händelser
- Svenska staten övertar genom finansdepartementet ägandet av Tipstjänst AB. Vinsten skall nu gå till idrotten.[1]
- AB Svenska Tobaksmonopolet får importmonopol och kontroll över den svenska detaljhandeln av tobak.[2]

## Bildade företag
- IKEA[3]

## Avlidna
- 26 maj – Edsel Ford, 49, amerikansk företagsledare, VD för Ford Motor Company 1919–1943.
- 23 juli – August Ramsay, 84, finländsk företagsledare och politiker, Finlands finansminister 1919.
- 21 september – Kingsley Wood, 62, brittisk politiker, Storbritanniens finansminister 1940–1943.
- 30 september – Franz Oppenheimer, 79, tysk politisk ekonom.
- 4 oktober – Richard T. Ely, 89, amerikansk nationalekonom.
- 13 oktober – Isaac Cassel, 62, svensk bankman.